# Eunucos en la Antigua China

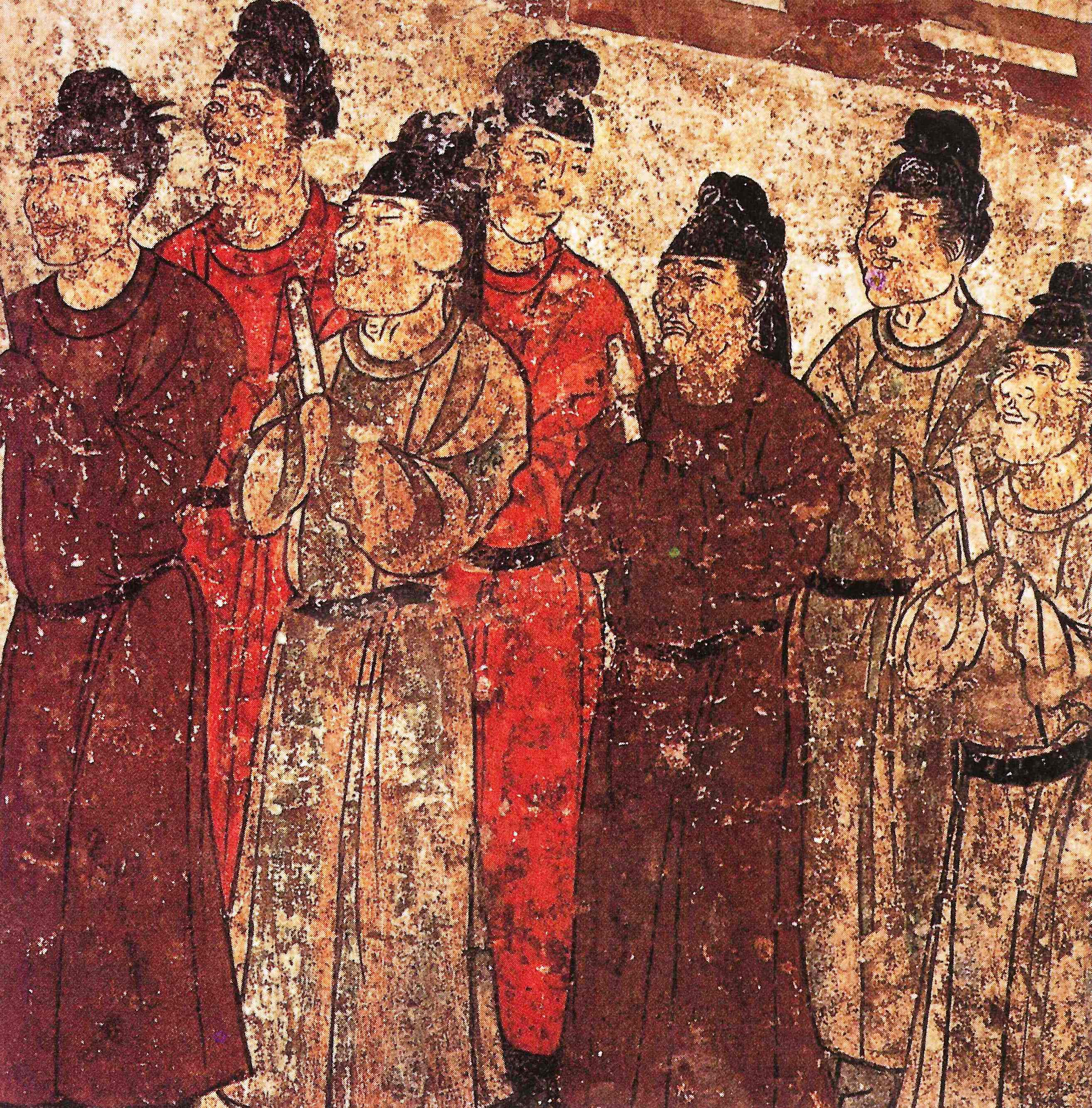
Un grupo de eunucos. Mural del príncipe Zhanghuai,

Un eunuco es un hombre castrado. La castración ha tenido una función social en la historia. Mientras en Occidente lo común era la amputación de los testículos, en China la castración incluía la extirpación del pene y los testículos, llamada emasculación. Un cuchillo curvado amputaba ambos órganos al mismo tiempo. Los eunucos sirvieron en China como funcionarios comunes desde la dinastía Qin. Desde antes y hasta la dinastía Sui, la castración fue un castigo tradicional (uno de los Cinco Castigos) y un medio para obtener empleo en el servicio imperial. Posteriormente, algunos eunucos, como el funcionario de la dinastía Ming, Zheng He, obtendrían un poder que superó al de los Grandes Secretarios. La autocastración no era infrecuente, aunque no siempre se realizaba correctamente y luego se prohibió.
Los eunucos fueron empleados como funcionarios públicos de alto rango porque no podían tener hijos, por lo que se creía que no estarían tentados de tomar el poder y comenzar una dinastía. Además, muchos en palacio consideraban a los eunucos más confiables que a los mandarines, los funcionarios-eruditos. Finalmente, como asignación simbólica de la autoridad divina en el sistema palaciego, se designó una constelación de estrellas al emperador; al oeste de la constelación, cuatro estrellas eran conocidas como sus «eunucos».
La tensión entre los eunucos al servicio del emperador y los funcionarios confucianos fue un tema familiar a lo largo de la historia de la antigua China. En su Historia del Gobierno, Samuel Finer escribe que muchas veces la realidad necesita ser claramente definida. El emperador valoraba a los eunucos capaces como consejeros, y la resistencia de los funcionarios "virtuosos" a menudo se debía a los celos. Ray Huang dice que los eunucos representaban la voluntad personal del Emperador y los funcionarios representaban la voluntad política de la burocracia; los roces entre ellos serían síntoma de un choque de ideologías o agendas políticas.
El número de eunucos en la corte imperial se había reducido a 470 en 1912. El gobierno chino abolió oficialmente el sistema de eunucos el 5 de noviembre de 1924. El último eunuco imperial, Sun Yaoting, murió en diciembre de 1996.

## Historia

### Dinastías Qin (221-206 a. C.) y Han (202 a. C.-9 d. C., 25-220 d. C.)
Los hombres condenados a la castración se emplearon como esclavos eunucos durante la dinastía Qin, realizando trabajos forzados para proyectos como el Ejército de Terracota. El gobierno Qin confiscaba la propiedad y esclavizaba y castraba a los familiares varones de los violadores como castigo.
En la dinastía Han, la castración era denominada gōngxíng (宮刑"castigo de palacio") o fǔxíng (腐刑"castigo podrido"), y eufemísticamente como "enviado a la casa del gusano de seda", refiriéndose al confinamiento inicial del recién castrado en una habitación (como un gusano de seda) para prevenir la infección y la muerte. Los hombres castrados castigados durante la dinastía Han también fueron utilizados como esclavos.
Hombres notables castrados bajo la ley Han incluyeron:
- El historiador Sima Qian fue acusado de disidencia y castrado.
- El emperador Wu ordenó la castración de un príncipe de Loulan, en Sinkiang como castigo por violar una ley.
- Zhang He, el hermano mayor de Zhang Anshi, había sido condenado a muerte, pero fue castrado cuando su hermano pidió que le conmutaran la pena.
- Li Yannian sufrió el castigo de la castración por un crimen.
- El enviado Ge Du fue castrado por no matar al "Rey loco" de Wusun, sino que ayudó al rey proporcionándole médicos para curar su enfermedad.
- Su Wen sufrió la castración por apoyar al príncipe Liu Fuling y a su madre, la Señora Zhao, contra Liu Ju (príncipe heredero de Wei) y su madre, Wei Zifu.

A finales de la dinastía Han en 189, un grupo de eunucos conocido como los Diez Asistentes ganó un poder considerable en la corte imperial; varios señores de la guerra planearon su asesinato para restaurar el gobierno del emperador. El señor de la guerra leal He Jin fue atraído a una trampa en el palacio y asesinado por los eunucos. Los otros señores de la guerra, liderados por Yuan Shao, irrumpieron en la corte y masacraron a los Diez Asistentes y a muchos otros eunucos. A raíz de la lucha, Dong Zhuo tomó el poder. La castración fue abolida dos veces como castigo bajo la dinastía Han: antes del 167 a. C. y luego durante la década del 110 d. C.

### Dinastías Wei del Norte (386–535 d. C.) y Qi del Norte (550–577 d. C.)
En 446 d. C., la dinastía Wei del Norte aplastó una rebelión de la etnia Qiang. Wang Yu era un eunuco qiang que pudo haber sido castrado durante el levantamiento, ya que los Wei del Norte castraban con frecuencia a jóvenes de la élite Qiang. Nació en la ciudad de Lirun, en la prefectura de Fengyi (actual condado de Chengcheng). Wang Yu, un budista, hizo construir un templo en su lugar de nacimiento en 488.
Los emperadores de la dinastía Wei del Norte hacían castrar a los jóvenes hijos de rebeldes y traidores, obligándolos a servir en palacio como eunucos. Víctimas notables de esta práctica incluyen a Liu Siyi (Liu Ssu-i), Yuwen Zhou (Yü-wen Chou宇文冑), Duan Ba, Wang Zhi, Liu Teng y Sun Shao. El emperador de la dinastía Qi del Norte Gao Huan castró a Shu Lüè y lo convirtió en eunuco mensajero porque su padre, Fan Guan (Fan Kuan 樊觀), permaneció leal a Wei del Norte.
El eunuco Zong Ai mató a dos emperadores Wei del Norte y a un príncipe. La emperatriz viuda Hu (Qi del Norte) se lamentó por el eunuco Meng Luan. Según los informes, tuvo relaciones sexuales con sus eunucos; los historiadores tradicionales utilizaron el término xiexia (褻狎, "juegos inmorales"), en lugar de "adulterio", para describir sus actos con ellos.

### Dinastías Sui (581–618 d. C.) y Tang (618–907 d. C.)
Los indígenas del sur de China soportaron la castración de sus jóvenes varones para usarlos como eunucos durante las dinastías Sui y Tang. Por ejemplo, el rebelde An Lushan tenía un eunuco kitán (Liao) llamado Li Zhu'er (李豬兒) desde que era un adolescente. Lushan usó una espada para cortar los genitales de Zhu'er, casi matándolo por la pérdida de sangre antes de poner cenizas sobre su herida para detener la hemorragia. Luego, Zhu'er sirvió a Lushan de por vida y él confiaba mucho en él, y con frecuencia ayudaba al obeso Lushan en casa y en los baños de vapor de Huaqing. Lushan desarrolló una enfermedad de la piel y se volvió ciego y paranoico más adelante en su vida, lo que lo llevó a azotar y asesinar a sus subordinados. Los enemigos de Lushan convencieron a Zhu'er y a Yan Zhuang (嚴莊) de asesinarlo, y Zhu'er destripó a Lushan abriendo su vientre.

### Dinastías Liao (916-1125), Jin (1115-1234) y Yuan (1271-1368)
Las dinastías Liao, Jin y Yuan castraban regularmente a prisioneros de guerra enemigos menores de 10 años, obligándolos a servir a la realeza y la nobleza. Como resultado, la guerra creó muchas oportunidades para que hombres y mujeres secuestraran a los hijos pequeños de combatientes enemigos y civiles de élite. Las mujeres kitán (Liao) luchaban junto a los hombres en el combate, y estas mujeres aprovechaban el gran número de jóvenes prisioneros de guerra capturados para llenar sus palacios con eunucos preadolescentes. Estos jóvenes eunucos eran esclavos domésticos, con frecuencia sirviendo en los harenes de mujeres reales, damas de la corte y concubinas, y no tenían ningún poder político o social.
Los khitanes a su vez capturaron eunucos chinos para la corte Jin después de su invasión de Jin posterior. Su guerra con la dinastía Song ayudó a los khitanes a crear más eunucos. La emperatriz viuda kitán Chengtian dirigió una incursión en China y capturó a 100 jóvenes (menores de 10 años), atractivos niños chinos Han para convertirlos en eunucos. Uno de estos eunucos fue Wang Ji'en (王继恩 (辽朝) ); otro fue Zhao Anren (赵安仁). Los eunucos notables de la dinastía Jin fueron Liang Chong (梁珫) y Song Gui (宋珪).
Al igual que las dinastías que surgieron y cayeron antes que la suya, los khitanes promulgaron una ordenanza que permitía la castración en 962 después de la violación de la joven hija de un soldado de infantería durante el reinado del emperador Muzong de Liao. El violador (un tío de una consorte imperial) fue castrado y dado como esclavo a su víctima de por vida. Al igual que el Imperio mongol, Goryeo (Corea) proporcionó eunucos a los mongoles; incluyeron a Bak Bulhwa, Go Yongbo y Bang Sinu. Algunos eunucos adoptaron nombres mongoles.

### Dinastía Ming (1368-1644)
La castración se convirtió en un castigo legal prohibido al final del reinado de Zhū Yuánzhāng (Ming Taizu), el primer emperador Ming, que reinó sobre eunucos procedentes de Mongolia, Corea, Vietnam, Camboya, Asia Central, Tailandia y Okinawa. También hubo eunucos coreanos, jurchen, mongoles, de Asia Central y vietnamitas bajo el emperador Yongle, incluidos los eunucos mongoles que lo sirvieron cuando era Príncipe de Yan. Hubo eunucos musulmanes y mongoles en la corte Ming, como los capturados en el Yunnan controlado por los mongoles en 1381; entre ellos estaba el explorador marítimo Zheng He, que sirvió a Yongle. La corte Ming envió eunucos musulmanes como embajadores ante los timúridas. Los eunucos vietnamitas, incluidos Ruan Lang, Ruan An (Nguyễn An), Fan Hong, Chen Wu y Wang Jin, fueron enviados por Zhang Fu. Corea envió 198 eunucos, muchos del Sudeste Asiático y Corea, a Ming Taizu antes de poner fin al tributo humano en 1435. A finales de la dinastía Ming, casi el 80 por ciento de los eunucos de la corte procedían del norte de China (principalmente de la región de Pekín).

#### La violencia en los países vecinos
Ming Taizu tuvo una relación polémica con la dinastía coreana Joseon, a menudo compitiendo por la influencia sobre los Jurchen en Manchuria. Los embajadores eunucos Ming nacidos en Corea azotaron a los funcionarios coreanos debido a sus demandas no satisfechas. Los embajadores a veces eran arrogantes; en 1398, un Sin Kwi-Saeng borracho blandió un cuchillo en presencia del rey durante la cena. Las relaciones chino-coreanas más tarde se volvieron amables, y el asiento del enviado coreano en la corte Ming era el más alto de entre los vasallos tributarios. El explorador eunuco jurchen Yishiha vivió durante el reinado del emperador Yongle.
Durante las rebeliones Miao, el gobernador Ming castró a miles de niños Miao y los entregó a los altos funcionarios como esclavos; sin embargo, el emperador Yingzong de Ming lo reprendió. El príncipe Zhu Shuang hizo castrar a varios niños tibetanos y secuestrar a mujeres tibetanas después de una guerra contra los tibetanos. Fue un príncipe denunciado después de su muerte.
Durante la dinastía Lê, el emperador vietnamita Lê Thánh Tông tomó medidas enérgicas contra los contactos extranjeros e impuso el aislacionismo. Sus políticas afectaron el comercio entre Guangdong (península de Leizhou y Hainan) y Vietnam, con relatos de marineros chinos que se desviaron del rumbo y fueron capturados y castrados para convertirse en esclavos de los nobles vietnamitas.
Enviados malayos del Sultanato de Malaca fueron atacados y capturados en 1469 por la armada vietnamita cuando regresaban a Malaca desde China. Los vietnamitas esclavizaron y castraron a los jóvenes cautivos.
Una entrada de 1499 en Ming Shilu informó que durante la década de 1460, bajo el emperador Chenghua (1464-1487), 13 hombres chinos de Wenchang (incluido Wu Rui) fueron capturados por los vietnamitas después de que su barco se desviara de Hainan a Guangdong, en la subprefectura de Qin (Qinzhou) y desembarcó cerca de la costa de Vietnam. El emperador esclavizó a 12 de los 13 marineros como trabajadores agrícolas; el chino más joven, Wu Rui (吳瑞), fue seleccionado por la corte vietnamita para la castración y se convirtió en eunuco en la ciudadela imperial de Thang Long durante casi 25 años. Después de la muerte de Lê Thánh Tông en 1497, Wu Rui se convirtió en superintendente militar en el norte de Vietnam. Un guardia de Lạng Sơn le habló de una ruta de regreso a China, y Rui escapó a Longzhou después de caminar durante nueve días por las montañas. El jefe de la minoría étnica local Tusi, Wei Chen, lo detuvo, anulando las objeciones de su familia (que quería devolverlo a Vietnam). Al enterarse de su fuga y temiendo que revelara secretos de estado vietnamitas, los funcionarios enviaron a un agente para recomprar a Rui de manos de Wei Chen. Comenzó una discusión sobre el precio; El magistrado de Pingxiang, Li Guangning, rescató a Rui y lo envió a Pekín para servir en el palacio Ming.
En 1467, una entrada similar en el Đại Việt sử ký toàn thư informa que un barco chino llegó a tierra en la provincia de An Bang de Dai Viet (actual provincia de Quảng Ninh). Lê Thánh Tông ordenó que los chinos fueran detenidos y no se les permitiera regresar a China. Los historiadores Leo K. Shin, John K. Whitmore y Tana Li sugieren que estos relatos de marineros que se desviaron del rumbo y fueron capturados y castrados pueden indicar un castigo a la participación china en el comercio ilegal, que el gobierno vietnamita suprimió.
Abundaron los rumores sobre la posible conversión al Islam del emperador Ming Zhengde después de que animara a sus eunucos musulmanes a encargar la producción de porcelana en azul y blanco impresa en persa y árabe. Las sospechas crecieron cuando se asoció al emperador con un mandato contra la matanza de cerdos, aunque se desconoce el autor de la proclamación. Los eunucos musulmanes contribuyeron con dinero en 1496 para reparar la mezquita Niujie, la mezquita más grande y el centro cultural musulmán en Pekín, y la asociación del emperador con sus eunucos musulmanes provocó estos rumores.
El emperador empleó a casi 70.000 eunucos al final de la dinastía Ming, y muchos sirvieron en el palacio imperial. La población de eunucos de la dinastía alcanzó un máximo de 100.000. En textos culturales populares, como El libro de las estafas de Zhang Yingyu (c. 1617
), los eunucos fueron descritos negativamente y acusados de enriquecerse con impuestos excesivos y entregarse al canibalismo y el libertinaje sexual.
La esposa del emperador Ming Yongli del Sur, la emperatriz Wang, tenía un joven eunuco esclavo que más tarde escribió un relato detallando su infancia en la prefectura de Jingzhou de la provincia de Huguang. Primero, el eunuco escribe que los rebeldes mataron a sus padres; uno de los rebeldes lo adoptó, quien más tarde se convirtió en soldado Ming del Sur. Luego, en 1656, la corte Ming del Sur ordenó a los oficiales militares de alto rango que entregaran a sus hijos mayores de siete años para castrarlos en Kunming (Yunnan Fu) y esclavizarlos en la corte de Yongli. Más de 20 niños fueron castrados un mes después de la orden, incluido el esclavo de la emperatriz Wang (a pesar de los intentos de su padre adoptivo por salvarlo).
Wang Ruoshue y Pang Tianshou eran eunucos en la corte de Zhu Youlang.

#### Eunucos imperiales
En la China Ming, los eunucos eran la piedra angular de las operaciones diarias en el palacio imperial. Lo primero y más importante era mantener una vida cómoda para el emperador. Sus otras responsabilidades variaban en importancia y abarcaban casi todos los aspectos de la rutina de palacio. Incluían la adquisición de cobre, estaño, madera y hierro y la reparación y construcción de estanques, puertas de castillos y palacios en las principales ciudades como Pekín y Nankín y las mansiones y mausoleos de los parientes imperiales. Los eunucos preparaban comidas para muchas personas y cuidaban de las mascotas y los animales salvajes en el palacio y sus alrededores.
Trabajaban en estrecha colaboración con otros profesionales palaciegos, asociándose con frecuencia con aquellos en ocupaciones de menor rango. Además, algunos eunucos tenían asociaciones de mutuo apoyo con sirvientas en el palacio; el nombre para tal pareja era "pareja vegetariana" (duishi). Estas relaciones ofrecían seguridad y protección a ambas partes, permitiéndoles interactuar con burócratas mandarines de mayor rango.
Los deberes de los eunucos evolucionaron. El emperador Hongwu decretó que se mantuvieran algunos eunucos sin educación (para evitar que tomaran el poder). Aun así, los emperadores posteriores comenzaron a entrenar y educar a los eunucos y, a menudo, los convertían en sus secretarios. La eliminación de las restricciones anteriores permitió que algunos eunucos (particularmente Wang Zhen, Liu Jin y Wei Zhongxian) alcanzaran gran poder. El emperador Yongle estableció el Depósito del Este, una agencia de espionaje y policía secreta dirigida por eunucos desde 1420 hasta 1644. Zheng He fue un pionero de la navegación que difundió ampliamente la influencia china en el sureste asiático.

#### Reputación
Los eunucos eran controvertidos en la China Ming, ya que tenían fama de espías. Como sirvientes personales del harén y los emperadores, se creía que podían llevar información valiosa. Los eruditos burócratas temerosos pensaban que los eunucos eran codiciosos, malvados, astutos y engañosos porque trabajaban en palacio o casas aristocráticas con muchas concubinas. En la sociedad china, la castración rompía las reglas morales convencionales; un hijo sin un heredero varón para continuar con el apellido contradecía la ideología confuciana. Los eunucos de palacio fueron estereotipados por exceder su autoridad en áreas a las que no pertenecían. El emperador Yongle les permitió supervisar la implementación de las tareas políticas y, a veces, los eunucos interferían en la sucesión al trono. A medida que su presencia y poder aumentaron, gradualmente asumieron los deberes de las tradicionales músicas de palacio y se convirtieron en las músicos dominantes del palacio Ming.

### Dinastía Qing (1634-1912)

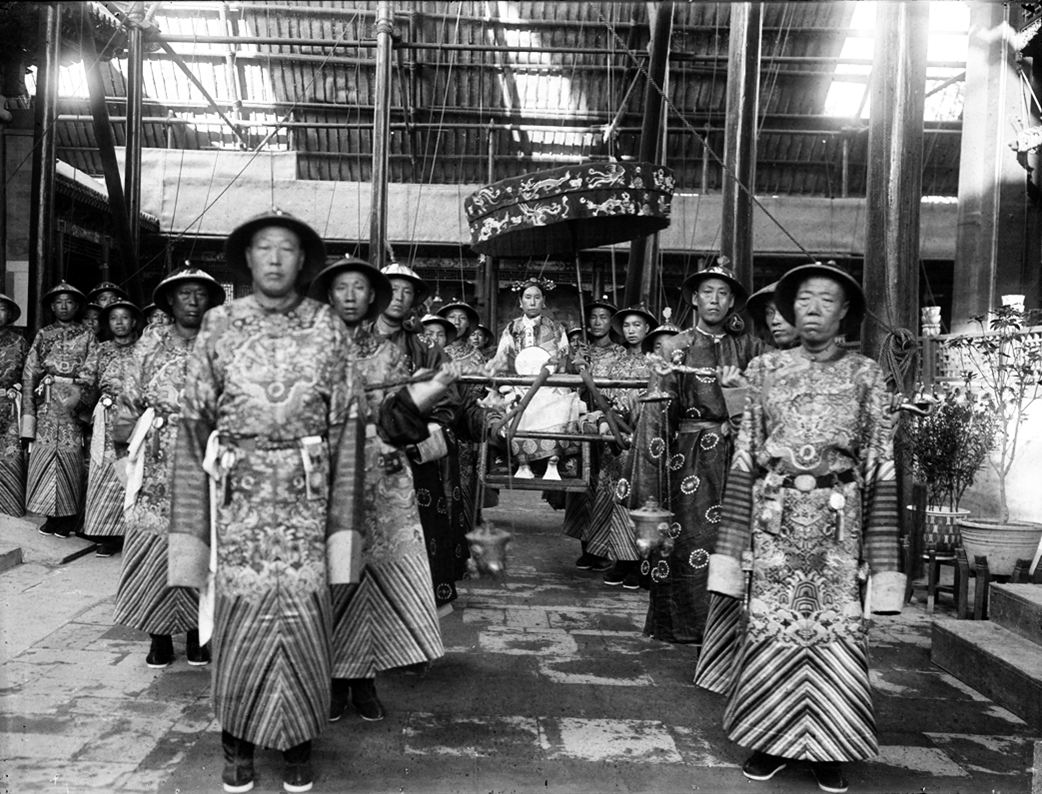
La emperatriz viuda Cixi llevada en silla portátil y acompañada por eunucos de palacio, antes de 1908.

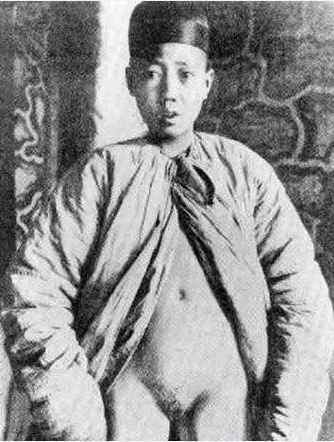
Un joven eunuco castrado, fotografiado en 1901 mostrando su mutilación.

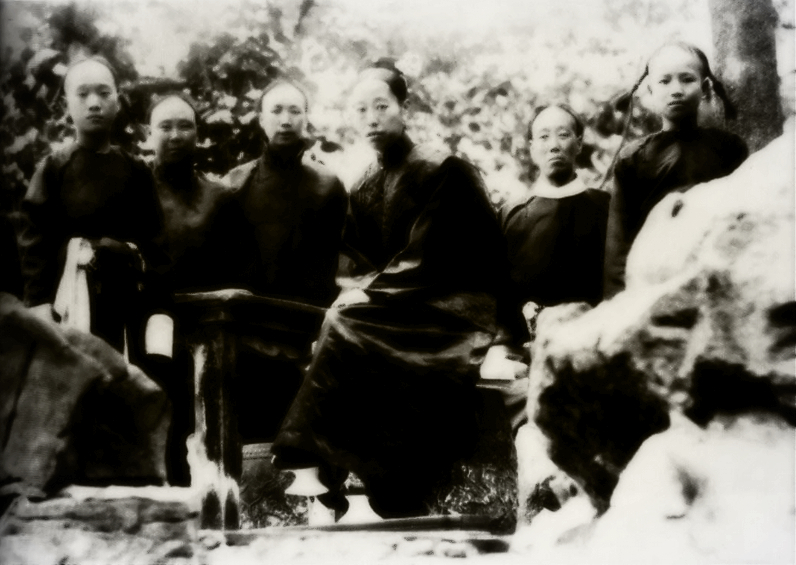
La emperatriz Longyu con cinco eunucos; Zhang Lande es el tercero desde la izquierda.

Aunque todas las dinastías chinas emplearon eunucos, sus oportunidades disminuyeron durante la dinastía Qing; su trabajo fue reemplazado en gran medida por el Departamento de la Casa Imperial, que había administrado su empleo desde el reinado del emperador Kangxi. El palacio Qing tendía a reclutar eunucos de Zhili que eran principalmente chinos Han solteros de entre 20 y 30 años del norte de Shandong y los condados de Wanping, Jinghai, Daxing y Hejian en el sur de Hebei, cerca de Pekín. Una pequeña cantidad de chinos del sur de Yunnan, Zhejiang y Guangdong se convirtieron en eunucos, pero el aumento fue menor en comparación con la cantidad de eunucos de los condados alrededor de la capital. En 1621, a los nuevos príncipes Qing se les dijo erróneamente que las mujeres de su palacio tendrían relaciones sexuales con sus jóvenes esclavos varones y Nurhaci ordenó castrar a los esclavos.
A principios del siglo XX, unos 2000 eunucos trabajaban todavía en la Ciudad Prohibida; fueron notorios por la corrupción y el robo después de ser golpeados y abusados de forma rutinaria como esclavos gobernados por un emperador frecuentemente hostil y violento. Muchos hombres se convirtieron voluntariamente en eunucos debido a la pobreza en China, y por ello experimentaron violencia física para vivir una vida mejor. Puyi, el último emperador, escribió sobre crecer en la Ciudad Prohibida: "A la edad de 11 años, azotar a los eunucos era parte de mi rutina diaria. Mi crueldad y mi amor por el poder ya estaban demasiado arraigados para que la persuasión tuviera algún efecto sobre mí. . . Cada vez que estaba de mal humor, los eunucos se metían en problemas". En la Ciudad Prohibida se guardaba una bolsa amarilla con palos de bambú, y la emperatriz viuda Cixí una vez ordenó a las sirvientas de palacio y a las cortesanas que golpearan a los eunucos con ellas. Los eunucos serían más castigados a menos que suplicaran misericordia a su amante (o maestra).

#### Rebelión de Lin Shuangwen y secuelas
Una nueva política de castrar a los rebeldes y a los hijos de los asesinos de tres o más personas emparentadas ayudó a reforzar la oferta cada vez menor de jóvenes eunucos para el palacio de verano Qing. Los Qing redujeron el límite de edad para castrar a los hijos de los rebeldes de nueve a cuatro años. El Departamento de la Casa Imperial Qing a veces esperaba hasta que los niños tuvieran 11 años para castrarlos; dos hijos jóvenes encarcelados del asesino ejecutado Sui Bilong de Shandong no fueron castrados hasta que fueron mayores. Sin embargo, el departamento castró de inmediato al hunanés Fang Mingzai, de 11 años, después de que su padre fuera ejecutado por asesinato. Ciento treinta hijos de participantes en la rebelión de Lin Shuangwen, de cuatro a quince años, fueron castrados por orden del emperador Qianlong y Heshen (incluido el nieto de cuatro años del líder rebelde Zhuang Datian, Zhuang Amo). La familia del líder rebelde Datian y la familia de Lin Da fueron castigadas por su participación en la rebelión. Lin Shuangwen ordenó a Lin Da que dirigiera un grupo de 100 rebeldes y lo tituló "General Xuanlue". Después de la rebelión, Lin Da fue ejecutado por Lingchi a los 42 años. Tuvo seis hijos; los dos mayores murieron antes de la rebelión, su tercer hijo (Lin Dou) murió de una enfermedad en Pekín antes de que pudiera ser castrado, y su cuarto y quinto hijo (Lin Biao de 11 años y Lin Xian de 8 años) fueron castrados. Su sexto y menor hijo (Lin Mading, de siete años) fue adoptado por su tío, Lin Qin; dado que Lin Qin no se unió a la rebelión, Lin Mading no fue castrado y tuvo dos hijos después de casarse en 1800.

#### Cambios en la política de castración
La política Qing de castrar a los hijos de rebeldes y asesinos con tres o más víctimas se inspiró en el caso de 1781 de un sobrino de 18 años de un rebelde cuya sentencia de muerte fue conmutada por castración. La castración para los hijos de rebeldes y asesinos fue reintroducida por los Qing durante el siglo XVIII, tras su abolición en las dinastías Tang y Ming. En 1793, Qianlong y el Departamento de la Casa Imperial (bajo Heshen) decretaron que los hijos de asesinos mayores de 16 años serían exiliados como esclavos a la frontera después de la castración; los hijos menores de 16 años serían mantenidos como eunucos en el palacio imperial, en la creencia de que los hijos menores podrían ser controlados más fácilmente.

##### Hijos de asesinos
El emperador Qianlong revisó el caso de Zhao Cheng (赵成), quien se acostó con la esposa de su hijo. Su hijo, Zhao Youliang, no quiso denunciar a su padre y llevó a su esposa a la seguridad de sus parientes (la familia Niu). El amigo de Zhao Cheng, Sun Si (孙四), lo ayudó a asesinar a cinco miembros de la familia Niu (que culpó a su hijo). Bajo tortura e interrogatorio, Zhao Youliang no implicó a su padre. Los funcionarios supusieron que los asesinatos probablemente fueron cometidos por más de una persona y, después de torturar e interrogar a los vecinos de la familia Niu, se enteraron de que Zhao Cheng y Sun Si cometieron los asesinatos. La pena por asesinato en masa era la ejecución del mismo número de personas de la familia del perpetrador que de las víctimas del asesinato. Los funcionarios dudaron en ejecutar a Zhao Youliang por los crímenes de su padre y pidieron orientación al emperador Qianlong. El emperador decidió que el hijo debía ser castrado; aunque era hijo de un asesino, fue victimizado por su padre.
En 1791, un asesino en masa mató a 11 e hirió a 12 personas no relacionadas. La política de castigo por castración Qing dejó en claro los dos requisitos para otorgar la castración a un asesino en lugar de la ejecución: al menos tres personas deben ser asesinadas y todas las víctimas deben ser miembros de la misma familia. Sin tener en cuenta el requisito de una relación víctima-familiar, el emperador Qing ordenó que los hijos del asesino fueran castrados en lugar de ejecutados. En un incidente de 1789 en Henan, tres hermanos murieron y un cuarto hermano resultó gravemente herido en un ataque de un arrendatario llamado Zhang. El emperador ordenó la castración de los dos hijos de Zhang, en lugar de la ejecución; Zhang fue condenado a muerte por muerte por mil cortes. En 1872, Liu Ch'ang-Yu de Henan fue llevado por el Departamento de la Casa Imperial para castrarlo cuando cumplió la edad para ser esclavizado como eunuco en un establecimiento principesco; su padre había asesinado a varios familiares.

##### Hijos de rebeldes
Los Qing cambiaron su ley sobre el castigo por castración de los hijos de los rebeldes cuatro veces (en 1801, 1814, 1835 y 1845), diciendo que si los hijos y nietos de los rebeldes afirmaban ignorar la intención rebelde de su padre (o abuelo) sería enviado al Departamento de la Casa Imperial para la castración como adultos o niños. Las promulgaciones notables de Qing fueron:
- 1849: Los dos hijos del rebelde Taiping Shi Dakai, Shi Dingzhong de cinco años y su hermano menor Shi Dingji fueron sentenciados a prisión hasta que cumplieron 11 años (cuando serían castrados). Se desconoce si se realizaron las castraciones.
- 1856: Los rebeldes fueron capturados en la provincia metropolitana de Zhili con varios menores de 15 años. Los adultos rebeldes fueron decapitados y los niños castrados.
- 1862: las fuerzas Qing bajo el mando de Zuo Zongtang reprimieron la revuelta de Dungan de 1862-1877 . Los hijos de los líderes rebeldes musulmanes Hui y Salar en Ningxia, Gansu y Qinghai, incluido Ma Benyuan (马本源), fueron castrados por el Departamento de la Casa Imperial a los 11 años y enviados a trabajar como esclavos para las guarniciones en Xinjiang. Las esposas de los líderes rebeldes también fueron esclavizadas. Ma Jincheng, hijo del líder Hui Naqshbandi Ma Hualong, también fue castrado. El departamento castró y esclavizó a los nueve hijos de Ma Guiyuan (马桂源), ya que tenían 12 años, y los envió como sirvientes a los soldados Qing en Xinjiang.
- 1870: Zhang Wenxiang (張汶祥) fue acusado del asesinato de Ma Xinyi y ejecutado. Antes de su ejecución, se vio obligado a ver cómo torturaban a su hijo Zhang Changpao (張長幅), de 11 años, para que confesara el asesinato (que se cree fue una conspiración del gobierno Qing contra Ma Xinyi). Después de la ejecución de su padre, el niño fue castrado por el Departamento de la Casa Imperial.
- 1872: Li Mao-Tz'e (Li Maozi), que se había rebelado en la frontera de las provincias de Henan y Anhui, fue ejecutado. Su hijo de seis años, Li Liu, fue capturado por las fuerzas Qing en Anhui y entregado a Yulu (Yu Luh), el gobernador de Anhui. Encarcelado en la oficina del magistrado de distrito de Huaining (Hwaining) hasta cumplir los 11 años en 1877; fue entregado al Departamento de la Casa Imperial para su castración. Su caso apareció el 28 de noviembre de 1877 en la Peking Gazette.[57][58]
- 1879: el conquistador musulmán de Asia Central, Yaqub Beg, fue acusado de sedición rebelde en 1879, lo que resultó en la captura de sus tres hijos y un nieto menor de diez años. El tribunal esperó hasta que los niños cumplieron 11 años antes de juzgarlos por su supuesto conocimiento de la sedición de su padre; se enfrentaban a una ejecución lenta y agonizante si eran declarados culpables, y a la castración y la esclavitud si eran absueltos. Fueron declarados no culpables y entregados al Departamento de la Casa Imperial para su castración. Los miembros sobrevivientes de la familia de Beg incluyeron cuatro hijos, cuatro nietos (dos niños y dos niñas) y cuatro esposas. Todos murieron en prisión en Lanzhou, Gansu, o fueron asesinados.[59][60][61]
- 1907: el revolucionario anti-Qing Xu Xilin (Hsü Hsi-lin) y su hijo, Xu Xuewen (1906-1991), fueron arrestados por los Qing. Según la ley Qing, se suponía que Xu Xuewen (menor de 16 años) debía ser castrado como castigo. Sin embargo, los Qing fueron derrocados en 1912 y la castración no se llevó a cabo.

#### Jóvenes eunucos utilizados para servicios íntimos

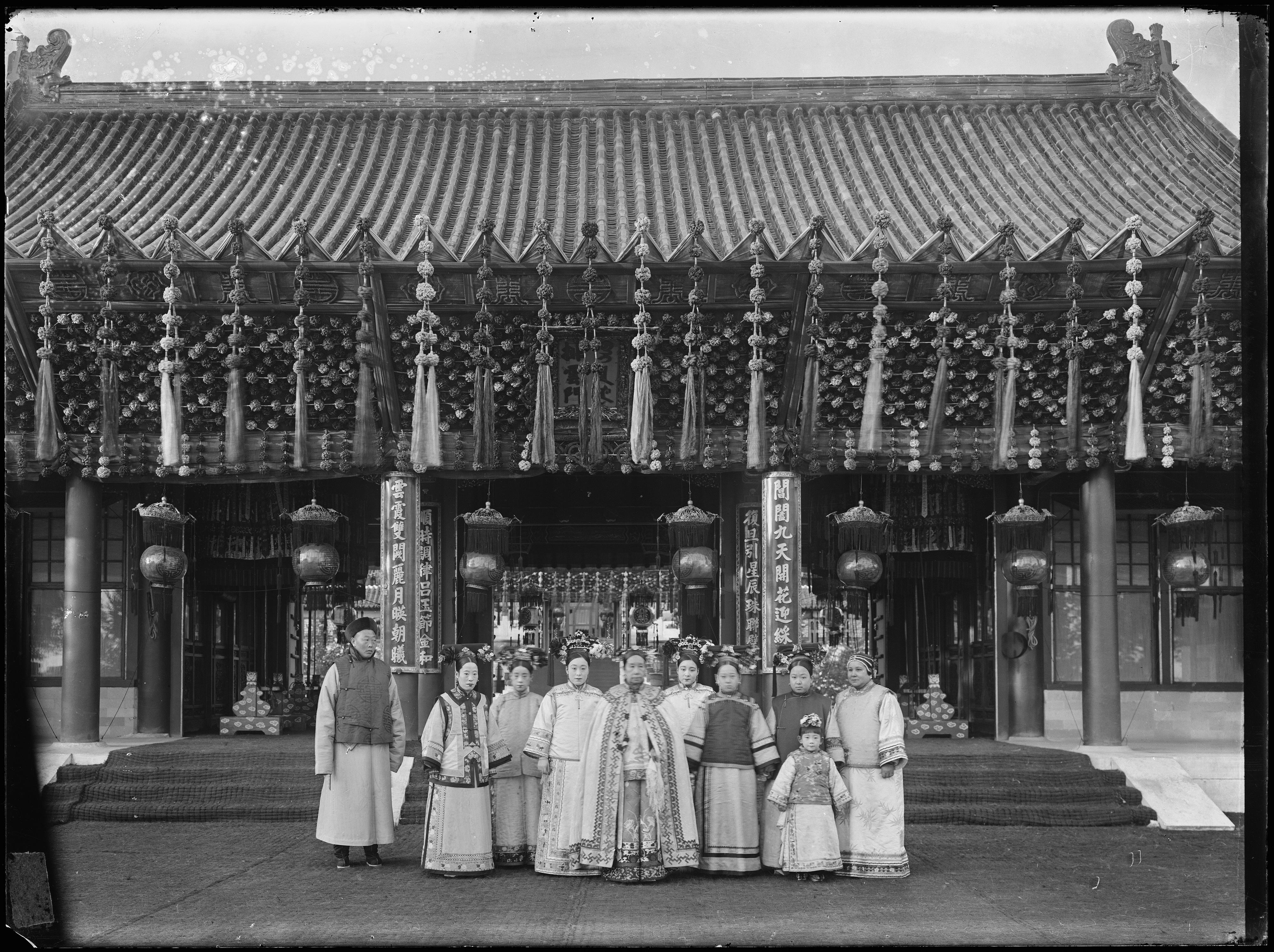
La emperatriz viuda Cixi, la emperatriz Longyu y otras mujeres con el eunuco Cui Yugui, 1902.

Sir John Barrow, primer baronet, señaló en su visita al palacio de verano Qing como parte de la embajada Macartney de 1793 que había dos tipos de eunucos chinos: los que no tenían testículos (que inspeccionaban y mantenían los edificios, jardines y otros anexos) y los que les habían amputado el pene y los testículos (llamados rasibus por los misioneros católicos locales). Estos eunucos completamente amputados eran los que servían dentro de palacio, atendiendo al harén imperial. Los jóvenes eunucos castrados, considerados casi tan coquetos como las mujeres a las que servían, a menudo se pintaban la cara como las mujeres imperiales. Barrow notó que todos los eunucos chinos (incluidos los rasibus) tenían esclavas, compradas a familias pobres que vendían a sus hijas. Al contrario que en Occidente, en China tanto la corte como el pueblo llano veía a los eunucos como hombres, no como afeminados.

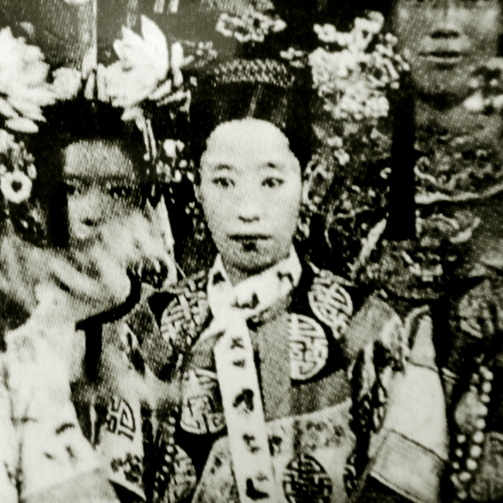
La emperatriz Longyu, con un eunuco detrás de ella a la derecha y una doncella de palacio a la izquierda.

El investigador británico del siglo XIX George Carter Stent y más tarde el historiador Norman A. Kutcher observaron que las mujeres de la familia imperial Qing apreciaban a los jóvenes eunucos como asistentes. Ambos señalan que los jóvenes eunucos eran físicamente atractivos, considerados "completamente puros" y que los miembros femeninos de la familia imperial los utilizaban para tareas "imposibles de describir". Kutcher sugiere así que las mujeres imperiales Qing usaban a los niños para el placer sexual, comparándolos con otros jóvenes eunucos llamados "pendientes" que también se usaban para ese propósito. Las damas de palacio utilizaban a los jóvenes eunucos para las tareas más íntimas en el baño y en el dormitorio.
Durante la dinastía Qing, los eunucos completos tenían que recurrir a consoladores, sexo oral o preliminares para satisfacer sexualmente a las mujeres. Liang Zhangju (1775–1849) escribió en sus bocetos "Charla errante" que los eunucos de palacio practicaban sexo oral a las mujeres y las acariciaban hasta dejarlas sexualmente satisfechas. Los eunucos todavía tenían deseo sexual después de la castración, pero estaban sexualmente frustrados. El eunuco Zhang Delang participó en actos sexuales con una prostituta en la concesión japonesa de Tianjin (donde vivió después de la caída de los Qing) y se casó con tres mujeres. Yu Chunhe, un eunuco que trabajaba para Delang, dijo que estaba "ardiendo de fiebre y deseo" mientras observaba a Delang y la prostituta. Cixí (Tsu-Hsi) sugirió que el eunuco Xiao Dezhang (Hsiao Teh-chang) (Zhang Lande) se convirtiera en pareja sexual de la emperatriz Longyu (Lung-yu), ya que el emperador Guangxi (Kuang Hsu) era impotente. Zhang Lande también tuvo un romance con Yu Roung Ling, hermana de la princesa Yu Der Ling. Las relaciones sexuales y el matrimonio entre eunucos y doncellas de palacio se denominaban duishi.

#### Eunucos y damas de palacio manchúes

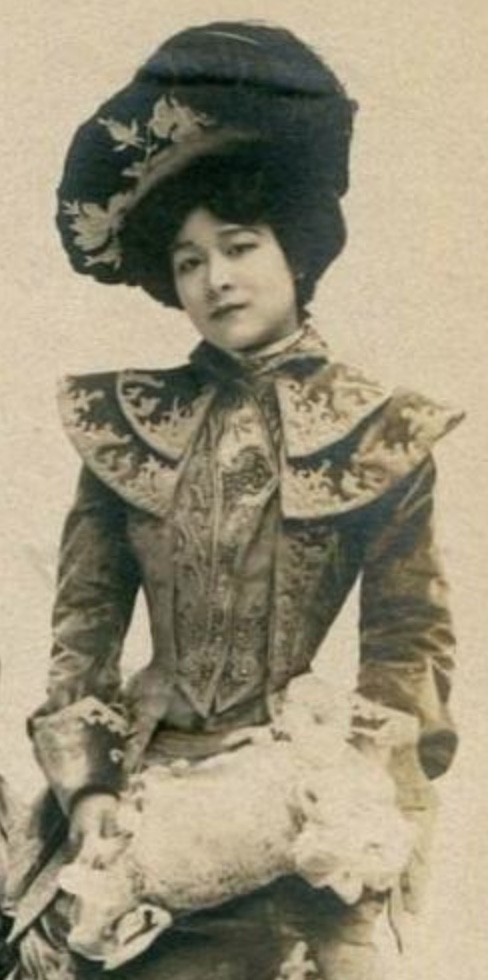
Yu Roung Ling.

La doncella del palacio manchú Ronger (榮兒) (n. 1880) del clan manchú Hešeri escribió Las memorias de una doncella de palacio, una autobiografía sobre sus experiencias como doncella del palacio Qing. Se retiró del servicio a los 18 años y se casó con Liu, un eunuco chino Han que le dio la emperatriz viuda Cixí e hijo adoptivo del eunuco Liu Lianying. Ronger escribe que las reglas de la corte Qing requerían que todos los eunucos de la corte debían ser chinos Han y no de las Ocho Banderas (divisiones administrativas y militares en las dinastías Jin y Qing en las que se ubicaron todos los hogares manchúes). Todas las doncellas de palacio tenían que ser mujeres de la bandera manchú de las tres banderas superiores y debían "permanecer diez años en el palacio para atender a Su Majestad, y luego son libres para casarse". A las niñas Han no se les permitía ser doncellas de palacio a menos que su padre fuera un alto funcionario de sexto rango o superior, y los padres Han no estaban obligados a enviar a sus hijas a servir.

#### Fin de la dinastía
La dinastía Qing terminó después de la Revolución de 1911, aunque Puyi, el último emperador, siguió viviendo en la Ciudad Prohibida con sus eunucos con el apoyo financiero de la nueva república china hasta 1924, cuando él y su séquito fueron expulsados por el general Feng Yuxiang. En 1923, tras un incendio que Puyi creía que se inició para encubrir el robo de sus tesoros imperiales, expulsó a los eunucos de la Ciudad Prohibida.

## Eunucos notables

### Primer milenio antes de Cristo
- Zhao Gao (m. 210 a. C.) - favorito de Qin Shihuangdi; conspiró contra Li Si .
- Sima Qian: El primero en practicar la historiografía moderna (con la recopilación y el análisis de fuentes primarias y secundarias) para escribir una historia monumental del imperio chino.

### Primer milenio d.C.
- Cai Lun : anteriormente se le atribuyó la invención del papel, antes del descubrimiento de manuscritos en papel anteriores.

### Segundo milenio d.C.
- Jia Xian (c. 1010) – matemático chino que inventó el triángulo Jia Xian para el cálculo de raíces cuadradas y cúbicas.
- Zheng He (1371-1433): almirante que dirigió grandes flotas chinas para la exploración en el Océano Índico.
- Huang Hao - Eunuco de Shu que aparece en el Romance de los Tres Reinos.
- Cen Hun - Eunuco de Wu durante el Período de los Tres Reinos.
- Gao Lishi : un amigo leal y de confianza del emperador Tang Xuanzong.
- Li Fuguo - eunuco Tang que comenzó una nueva era de gobierno eunuco.
- Yu Chao'en - eunuco Tang que comenzó su carrera como supervisor del ejército.
- Yang Liangyao: eunuco de la corte Tang con una distinguida carrera diplomática, sobre todo ante el califato abasí en 785.
- Wang Zhen - primer eunuco Ming poderoso; véase Crisis de Tumu.
- Gang Bing : santo patrón de los eunucos chinos, que se castró a sí mismo para demostrar lealtad al emperador Yongle.
- Yishiha - almirante a cargo de las expediciones del río Amur bajo los emperadores Yongle y Xuande.
- Liu Jin - corrupto oficial eunuco Ming y emperador de facto, miembro de los Ocho Tigres.
- Wei Zhongxian - eunuco de la dinastía Ming, considerado el eunuco más poderoso de la historia china.
- Wu Rui - eunuco de origen chino de la dinastía Lê, en Annam (Vietnam).
- An Dehai (1844 - 12 de septiembre de 1869): eunuco del palacio Qing, confidente y favorito de la emperatriz viuda Cixi, quien fue ejecutado en una lucha de poder entre la emperatriz viuda y el príncipe Chun.
- Li Lianying - eunuco despótico Qing.
- Xin Xiuming (1878-1959): al servicio del emperador Puyi de 1902 a 1911; abad del templo taoísta en el cementerio revolucionario de Babaoshan en 1930; escribió Eunuch's Recollection, unas memorias.
- Sun Yaoting (1902-1996): último eunuco imperial superviviente.